# Badminton-Nationalliga A 2012/13
Die Badminton-Nationalliga A der Saison 2012/2013 als höchste Spielklasse im Badminton in der Schweiz zur Ermittlung des nationalen Mannschaftsmeisters bestand aus einer Vorrunde im Modus Jeder gegen jeden und anschließenden Play-off-Spielen. Meister wurde das Team Argovia.

## Vorrunde
| Platz | Team                  | Punkte | Spiele | +/- | Sätze   | +/- | Partien |
| ----- | --------------------- | ------ | ------ | --- | ------- | --- | ------- |
| 1     | BV Team Solothurn     | 34     | 65:47  | 18  | 147:115 | 32  | 14      |
| 2     | BC Yverdon-les-Bains  | 32     | 63:49  | 14  | 141:118 | 23  | 14      |
| 3     | BV St. Gallen         | 30     | 61:51  | 10  | 136:115 | 21  | 14      |
| 4     | Team Argovia          | 29     | 58:54  | 4   | 134:129 | 5   | 14      |
| 5     | Union Tafers-Fribourg | 28     | 52:60  | −8  | 124:135 | −11 | 14      |
| 6     | BC La Chaux-de-Fonds  | 25     | 50:62  | −12 | 117:151 | −34 | 14      |
| 7     | BC Uzwil              | 24     | 51:61  | −10 | 120:136 | −16 | 14      |
| 8     | BV Adliswil           | 22     | 48:64  | −16 | 120:140 | −20 | 14      |

## Halbfinale
- BV St. Gallen – BC Yverdon-les-Bains: 4:4, 5:3
- Team Argovia – BV Team Solothurn: 4:4, 5:3

## Endspiel
- Team Argovia – BV St. Gallen: 6:2, 3:5